# Argument z wolnej woli
Argument z wolnej woli znany też jako paradoks wolnej woli lub teologiczny fatalizm – argument który utrzymuje, że omniscjencji i wolnej woli nie można pogodzić, więc koncept jakiegokolwiek Boga, który miałby posiadać obydwie te cechy jest niemożliwy. Argument ten jest ściśle związany z implikacjami predestynacji.

## Ludzka wolna wola a wszechwiedza
Argument z wolnej woli przeciw istnieniu wszechwiedzącego bóstwa mówi, że wszechwiedza Boga wyklucza możliwość istnienia wolnej woli, a każda podjęta decyzja przez ludzi była znana już wcześniej w umyśle Boga. Oznacza to, że jeżeli istnieje wolna wola, to wiedza Boga jest niedoskonała, jeżeli jednak jest doskonała to wolna wola nie może istnieć. Taką formę argumentu przedstawił już Majmonides w XII w.:
… „Czy Bóg wie, czy nie wie, że dana osoba będzie dobra lub zła? Jeśli powiesz „On wie ”, to z konieczności wynika, że człowiek jest zmuszony postępować tak, jak Bóg wcześniej wiedział, jak postąpi, w przeciwnym razie wiedza Boga byłaby niedoskonała.… ”
Formalna wersja tego argumentu może wyglądać następująco:
1. Jeżeli Bóg zna czyn X, który ma wypełnić człowiek aktem wolnej woli, to X się wydarzy.
2. Bóg zna X.
3. X musi się wydarzyć.
4. Zatem czyn X nie może zostać wybrany dobrowolnie.

### Krytyka
- Według Williama Craiga i Normana Swartza argument ten zakłada, że jeśli X jest prawdziwe, to konieczne jest, aby X było prawdziwe, co jest niepoprawne, ponieważ X jest przygodne (zob. logika modalna)[2][5].
- Według Franka Turka, Tomasza z Akwinu i Boecjusza Bóg istnieje poza czasem i widzi każdą rzecz, która wydarzyła się, która się dzieje, i która się wydarzy, co nie wyklucza istnienia wolnej woli[6][7].
- Proponowano również wyjaśnienia:
  - że Bóg może wiedzieć z góry, co zrobię, ponieważ wolną wolę należy rozumieć jedynie jako wolność od przymusu, a wszystko dalej jest iluzją. Jest to  zgodne z filozofiami kompatybilycznymi.
  - że suwerenność (autonomia) Boga, istniejąca w ramach wolnego podmiotu, zapewnia silne wewnętrzne przymusy działania (powołanie) i moc wyboru (wybranie). Działania człowieka są zatem zdeterminowane przez człowieka działającego na względnie silne lub słabe impulsy (zarówno ze strony Boga, jak i otaczającego go środowiska) oraz jego własną względną moc wyboru[8].

## Wolna wola u Boga
Drugim argumentem z wolnej woli przeciw istnieniu Boga jest argument opierający się na sprzeczności cech, z czego, zgodnie z prawem niesprzeczności, wynika, że taki Bóg albo nie jest wszechwiedzący, nie ma wolnej woli, albo nie istnieje. Jeżeli natomiast nie jest wszechwiedzący, to przeczy dogmatom o cechach Boga, jeżeli natomiast nie ma wolnej woli, to nie jest osobowy, więc też przeczy owym dogmatom. Taką wersję argumentu skonstruował Dan Barker.
Teiści zazwyczaj zgadzają się, że Bóg jest bytem osobowym i że Bóg jest wszechwiedzący, ale istnieje pewna różnica zdań na temat tego, czy „wszechwiedzących” oznacza:
1. „Bóg wie wszystko, co Bóg chce wiedzieć i co jest logicznie możliwe, aby wiedzieć”
2. „Bóg wie wszystko, co logicznie można wiedzieć”

Te dwa terminy znane są odpowiednio jako wrodzona i całkowita wszechwiedza.